# Zwemmen op de Olympische Zomerspelen 1924
Zwemmen is een van de sporten die beoefend werden tijdens de Olympische Zomerspelen 1924 in Parijs.

## Heren

### 100 m vrije slag
| rang   | sporter            | land | tijd    |
| ------ | ------------------ | ---- | ------- |
| Goud   | Johnny Weissmuller | USA  | OR 59.0 |
| Zilver | Duke Kahanamoku    | USA  | 1:01.4  |
| Brons  | Samuel Kahanamoku  | USA  | 1:01.8  |
| 4      | Arne Borg          | SWE  | 1:02.0  |
| 5      | Katsuo Takaishi    | JPN  | 1:03.0  |
| 6      | Orvar Trolle       | SWE  |         |

### 400 m vrije slag
| rang   | sporter            | land | tijd      |
| ------ | ------------------ | ---- | --------- |
| Goud   | Johnny Weissmuller | USA  | OR 5:04.2 |
| Zilver | Arne Borg          | SWE  | 5:05.6    |
| Brons  | Boy Charlton       | AUS  | 5:06.6    |
| 4      | Åke Borg           | SWE  | 5:26.0    |
| 5      | John Hatfield      | GBR  | 5:32.0    |
| 6      | Lester Smith       | USA  |           |

### 1500 m vrije slag
| rang   | sporter           | land | tijd       |
| ------ | ----------------- | ---- | ---------- |
| Goud   | Boy Charlton      | AUS  | WR 20:06.6 |
| Zilver | Arne Borg         | SWE  | 20:41.4    |
| Brons  | Frank Beaurepaire | AUS  | 21:48.4    |
| 4      | John Hatfield     | GBR  | 21:55.6    |
| 5      | Katsuo Takaishi   | JPN  | 22:10.4    |
| 6      | Åke Borg          | SWE  |            |

### 100 m rugslag
| rang   | sporter          | land | tijd      |
| ------ | ---------------- | ---- | --------- |
| Goud   | Warren Kealoha   | USA  | OR 1:13.2 |
| Zilver | Paul Wyatt       | USA  | 1:15.4    |
| Brons  | Károly Bartha    | HUN  | 1:17.8    |
| 4      | Gérard Blitz     | BEL  | 1:19.6    |
| 5      | Austin Rawlinson | GBR  | 1:20.0    |
| 6      | Giyo Saito       | JPN  |           |

### 200 m schoolslag
| rang   | sporter            | land | tijd   |
| ------ | ------------------ | ---- | ------ |
| Goud   | Bob Skelton        | USA  | 2:56.6 |
| Zilver | Joseph de Combe    | BEL  | 2:59.2 |
| Brons  | William Kirschbaum | USA  | 3:01.0 |
| 4      | Bengt Linders      | SWE  | 3:02.2 |
| 5      | Robert Wyss        | SUI  | 3:05.6 |
| 6      | Thor Henning       | SWE  |        |

Bob Skelton zwom een OR in de series, tijd 2:56.0 min.

### 4x200 m vrije slag
| rang   | sporters                                                                                | land | tijd      |
| ------ | --------------------------------------------------------------------------------------- | ---- | --------- |
| Goud   | Wally O'Connor Harry Glancy Ralph Breyer Johnny Weissmuller Richard Howell Lester Smith | USA  | WR 9:53.4 |
| Zilver | Maurice Christie Ernest Henry Frank Beaurepaire Boy Charlton Ivan Stedman               | AUS  | 10:02.2   |
| Brons  | Georg Werner Orvar Trolle Åke Borg Arne Borg Thor Henning Gösta Persson                 | SWE  | 10:06.8   |
| 4      | Torahiko Miyahata Katsuo Takaishi Kazuo Noda Kazuo Onoda                                | JPN  | 10:15.2   |
| 5      | John Thomson Albert Dicken Harold Annison Edward Percival Peter Leslie Savage           | GBR  | 10:29.4   |
| 6      | Guy Middleton Henri Padou Edouard Van Zeveren Emile Zeibig                              | FRA  |           |

## Dames

### 100 m vrije slag
| rang   | sporter            | land | tijd   |
| ------ | ------------------ | ---- | ------ |
| Goud   | Ethel Lackie       | USA  | 1:12.4 |
| Zilver | Mariechen Wehselau | USA  | 1:12.8 |
| Brons  | Gertrude Ederle    | USA  | 1:14.2 |
| 4      | Constance Jeans    | GBR  | 1:15.4 |
| 5      | Irene Tanner       | GBR  | 1:20.8 |
| 6      | Rie Vierdag        | NED  |        |

Mariechen Wehselau zwom een WR in de series, tijd 1:12.2 min.

### 400 m vrije slag
| rang   | sporter          | land | tijd      |
| ------ | ---------------- | ---- | --------- |
| Goud   | Martha Norelius  | USA  | OR 6:02.2 |
| Zilver | Helen Wainwright | USA  | 6:03.8    |
| Brons  | Gertrude Ederle  | USA  | 6:04.8    |
| 4      | Doris Molesworth | GBR  | 6:25.4    |
| 5      | Gwitha Shand     | NZL  |           |
| 6      | Irene Tanner     | GBR  |           |

### 100 m rugslag
| rang   | sporter           | land | tijd      |
| ------ | ----------------- | ---- | --------- |
| Goud   | Sybil Bauer       | USA  | OR 1:23.2 |
| Zilver | Phyllis Harding   | GBR  | 1:27.4    |
| Brons  | Aileen Riggin     | USA  | 1:28.2    |
| 4      | Florence Chambers | USA  | 1:30.8    |
| 5      | Jarmila Müllerová | TCH  | 1:31.2    |
| 6      | Ellen King        | GBR  |           |

### 200 m schoolslag
| rang   | sporter          | land | tijd   |
| ------ | ---------------- | ---- | ------ |
| Goud   | Lucy Morton      | GBR  | 3:33.2 |
| Zilver | Agnes Geraghty   | USA  | 3:34.0 |
| Brons  | Gladys Carson    | GBR  | 3:35.4 |
| 4      | Wivan Pettersson | SWE  | 3:37.6 |
| 5      | Irene Gilbert    | GBR  | 3:38.0 |
| 6      | Laure Koster     | LUX  | 3:39.2 |
| 7      | Hjördis Töpel    | SWE  | 3:47.6 |

Agnes Geraghty zwom een OR in de series, tijd 3:27.6 min.

### 4x100 m vrije slag
| rang   | sporters                                                                                        | land | tijd      |
| ------ | ----------------------------------------------------------------------------------------------- | ---- | --------- |
| Goud   | Gertrude Ederle Fraze Donnelly Ethel Lackie Mariechen Wehselau Martha Norelius Helen Wainwright | USA  | WR 4:58.8 |
| Zilver | Florence Barker Grace McKenzie Irene Vera Tanner Constance Jeans P. Gant J. E. Hatch            | GBR  | 5:17.0    |
| Brons  | Aina Berg Wivan Pettersson Gurli Ewerlund Hjördis Töpel Jane Gylling                            | SWE  | 5:35.6    |
| 4      | Vibeke Møller Hedevig Rasmussen Karen Maud Rasmussen Agnete Olsen                               | DEN  | 5:42.4    |
| 5      | Ernestine Lebrun Gilberte Mortier Bibienne Pellegry Mariette Protin                             | FRA  | 5:43.4    |
| 6      | Marie Baron Ada Bolten Truus Klapwijk Rie Vierdag                                               | NED  | 5:45.8    |

## Medaillespiegel
| rang   | land             | goud | zilver | brons | totaal |
| ------ | ---------------- | ---- | ------ | ----- | ------ |
| 1      | Verenigde Staten | 9    | 5      | 5     | 19     |
| 2      | Groot-Brittannië | 1    | 2      | 1     | 4      |
| 3      | Australië        | 1    | 1      | 2     | 4      |
| 4      | Zweden           | 0    | 2      | 2     | 4      |
| 5      | België           | 0    | 1      | 0     | 1      |
| 6      | Hongarije        | 0    | 0      | 1     | 1      |
| totaal | totaal           | 11   | 11     | 11    | 33     |